# Distretto di Zeboudja
Il distretto di Zeboudja è un distretto della provincia di Chlef, in Algeria, con capoluogo Zeboudja.

## Comuni
Il distretto di Zeboudja comprende tre comuni:
- Zeboudja
- Bénairia
- Bouzeghaia